# 42e régiment d'artillerie coloniale
Pour les articles homonymes, voir 42e régiment.
Le 42e régiment d'artillerie coloniale (42e RAC ou 42e RACo) est une unité des troupes coloniales de l'Armée française ayant participé à la Première Guerre mondiale et à la Seconde Guerre mondiale. 

## Historique
Le régiment est formé sur le front d'Orient le 4 juin 1918 avec des batteries provenant du 209e régiment d'artillerie de campagne. Il appuie de ses feux l'infanterie sur les positions conquises après la bataille de Skra-di-Legen. Il participe ensuite à l'offensive victorieuse en appuyant l'attaque sur Nonte (en). Il entre en Bulgarie puis en Roumanie. Il combat fin mai contre les Bolcheviks lors de l'attaque de Bender (en) et à Tiraspol, en actuelle Moldavie. Le régiment est dissout en juin 1919. 
En 1939, à la mobilisation, il est recréé à Nîmes. Il est affecté, avec le 242e régiment d’artillerie coloniale, à la 65e division d'infanterie puis à la 30e division d'infanterie alpine (30e DIA), avec trois groupes de 75 et une batterie divisionnaire antichar (BDAC) de 47. Au déclenchement de l'attaque allemande le 10 mai 1940, la 30e DIA et son artillerie sont dans la région de Niederbronn-les-Bains en Alsace. La division combat mi-juin dans le secteur fortifié des Vosges. Le régiment est capturé au nord-est d'Épinal le 22 juin 1940[réf. souhaitée] par les Allemands, encerclé avec sa division entre la 75e division d'infanterie allemande venant du Nord et les 6e panzerdivision et 20e division motorisée allemandes venant du sud-ouest.

## Drapeau
Le drapeau du 42e régiment d'artillerie coloniale porte les inscriptions Skra-di-Legen 1918 et Dobropolje 1918.